# Adventures of Lolo
Adventures of Lolo é um jogo de raciocínio lançado em 1989 pela HAL Laboratory para o console Nintendo Entertainment System. Foi lançado na América do Norte em 20 de Abril de 1989 e na Europa em Fevereiro de 1991.  Em 2007 o jogo foi relançado na Virtual Console da Wii e posteriormente na Wii U e Nintendo 3DS.

## Recepção
Adventures of Lolo foi bem recebido pelos críticos e fãs. Um representante da Nintendo comentou que a Nintendo estava tentando expandir a imaginação das crianças com Lolo. O Toronto Star (um jornal diário canadense) referiu-se a Adventures of Lolo como um dos jogos de NES mais educativos e recomendados para as crianças.

## Enredo
Depois que o amor de sua vida, Lala, é raptada pelo grande demônio e levada para o seu castelo assombrado, o nosso herói Lolo sai para resgatá-la. A viagem é perigosa, pois a fortaleza do grande demônio é guardada por um enorme exército. Mas Lolo tem alguns truques na manga, incluindo um tiro mágico que transforma os inimigos em ovos e uma bolha que o protege dos ataques. Combinando labirintos inteligentes com inimigos traiçoeiros e um estilo envolvente, Adventures of Lolo é um verdadeiro clássico!

## Jogabilidade
Nesse jogo, uma bola azul antropomórfica chamada "Lolo", percorre vários labirintos com pouquíssimas ferramentas. O objetivo do jogo é coletar todos os corações, para abrir um baú contendo uma pérola que faz todas as criaturas do nível desaparecer, e a porta para a próxima sala se abrir.